# (38500) 1999 TN165
1999 TN165 (asteroide 38500) é um asteroide da cintura principal. Possui uma excentricidade de 0.03554420 e uma inclinação de 8.66276º.
Este asteroide foi descoberto no dia 10 de outubro de 1999 por LINEAR em Socorro.